# Hedvika Přemyslovna (jeptiška)
Hedvika (*asi 1190 , † snad 21. března neznámého roku) byla třetí dcerou Přemysla Otakara I. a jeho první manželky Adléty Míšeňské.
Byla řeholnicí v klášteře Gernrode v Německu, později snad u sv. Jiří v Praze. Není jisté, zda se datum úmrtí uvedené v nekrologiích (svatojiřské a doksanské) nevztahuje spíše k dceři Vladislava II., která byla jeptiškou u sv. Jiří.

### Prameny
- Genealogia Wettinensis, edd. Ehrenfeuchter, E., MGH SS, Tomus 23, Stuttgart - New York 1964, s. 226-230.
- Friedrich, G. – Kristen, Z.: Codex diplomaticus et epistolaris Regni Bohemiae. Tomi 3, fasc. 2. inde a mense iunio A. 1238 usque ad exeuntem A. 1240, Praha 1942, č. 15.